# August Wenzinger
August Wenzinger (* 14. November 1905 in Basel; † 25. Dezember 1996 in Metzerlen-Mariastein) war ein Schweizer Cellist, Gambist, Musikpädagoge und Dirigent.

## Leben und Wirken
Seine musikalische Ausbildung erhielt August Wenzinger am Konservatorium der Stadt Basel. Hier studierte er bei Paul Grümmer Cellospiel, später Musiktheorie bei Philipp Jarnach an der Hochschule für Musik Köln, und er nahm privaten Cellounterricht bei Emanuel Feuermann in Berlin.
Anschliessend bekam August Wenzinger die Stelle als erster Cellist im Bremer Stadtorchester (1929–1934), danach war er in gleicher Position bei der Allgemeinen Musikgesellschaft in Basel bis 1970 tätig. 
Sein wachsendes Interesse richtete sich auf die Wiederbelebung des Barockrepertoires auf Originalinstrumenten. So entstand 1930 im privaten Kreis des Hagener Industriellen Hans Eberhard Hoesch (1891–1972) die sogenannte Kabeler-Kammermusik, die aber bereits drei Jahre später auf politischen Druck hin eingestellt wurde. Häufig trat er auch mit Gustav Scheck und Fritz Neumeyer im Kammertrio für Alte Musik auf, einer Formation, die von 1935 bis 1965 bestand und oft bei den Kasseler Musiktagen auftrat, an deren Programmgestaltung Wenzinger von 1933 bis 1954 beteiligt war.
Der öffentliche Durchbruch folgte erst Jahre später. Von 1954 bis 1958 dirigierte Wenzinger Barockmusik mit der Cappella Coloniensis des Westdeutschen Rundfunks in Köln. Mit dem Kölner Ensemble erreichte er den Einzug der historischen Aufführungspraxis auf Originalinstrumenten in die Konzertsäle Europas. Im Jahr 1955 spielten sie erstmals die Oper L’Orfeo von Claudio Monteverdi ein. Sogar in die Sowjetunion erhielt Wenzinger mit der „Cappella“ die erste Einladung eines westdeutschen Orchesters der Nachkriegszeit. Zwischen 1958 und 1966 leitete er Aufführungen von Barockopern in Hannover.
Ab 1934 war August Wenzinger einer der ersten Lehrer an der neu gegründeten Schola Cantorum Basiliensis. Unter seiner Führung entstand 1968 das „Gambentrio der Schola Cantorum“. Weiterhin wirkte er als Gastdozent an der Harvard University und an der Brandeis University. 
Zudem besorgte Wenzinger eine an barocker Spielweise orientierte, der historischen Aufführungspraxis angepasste Ausgabe von Johann Sebastian Bachs Suiten für Violoncello solo, gab weiters ein Unterrichtswerk mit Gambenübungen (1935 und 1938) sowie 1943 die Gambenfibel heraus.

## Ehrungen
Im Jahr 1960 wurde Wenzinger von der Universität Basel die Ehrendoktorwürde verliehen.